# Southlake
Southlake ist eine Stadt (City) im Tarrant und Denton County im US-Bundesstaat Texas in den Vereinigten Staaten. Das U.S. Census Bureau hat bei der Volkszählung 2020 eine Einwohnerzahl von 31.265 ermittelt.
Der Football Club Dallas Burn wählte 2002 bis 2004 das hiesige Stadion während der Renovierung des Cotton Bowl Stadiums als Heimstatt.

## Persönlichkeiten
- Kari Jobe (* 1981), Predigerin und Sängerin der Gateway Worship
- Branch Warren (* 1975), Bodybuilder
- Samuel Watson (* 2006), Sportkletterer, Olympiadritter 2024 und Weltrekordhalter